# Blincourt
Blincourt är en kommun i departementet Oise i regionen Hauts-de-France i norra Frankrike. Kommunen ligger i kantonen Clermont som tillhör arrondissementet Clermont. År 2022 hade Blincourt 122 invånare.

## Befolkningsutveckling
Antalet invånare i kommunen Blincourt
| Referens: INSEE |